# Willink van Collenprijs

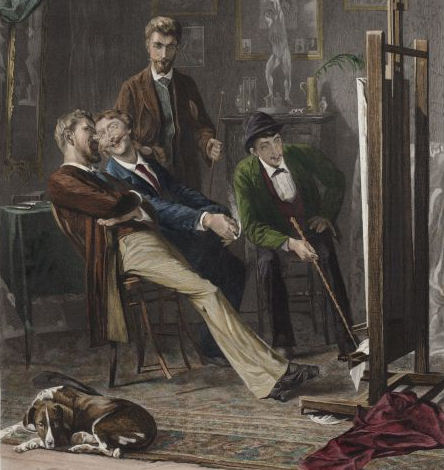
Reproprint van het schilderij Onder vrienden van Nicolaas van der Waay, dat de eerste Willink van Collenprijs won.
V.l.n.r. Wijsmuller, Van der Waay, Oldewelt en Witkamp.

De Willink van Collenprijs is een voormalige Nederlandse kunstprijs, die voor het eerst in 1880 werd toegekend.

## Achtergrond
De Amsterdamse fabrikant en amateur kunstschilder Wilhem Ferdinand Willink van Collen (1847-1878) en zijn vrouw Anna van Bosse waren grote kunstliefhebbers. Bij zijn overlijden liet Willink van Collen een bedrag na van 30.000 gulden aan de Maatschappij Arti et Amicitiae. Hij bepaalde dat de rente van het kapitaal gebruikt moest worden om jonge kunstenaars in hun studie te steunen.
Het bestuur van Arti et Amicitiae besloot een jaarlijkse schilderwedstrijd te organiseren voor alle Nederlandsche kunstenaars, binnen het Rijk metterwoon gevestigd en den ouderdom van 30 jaren nog niet bereikt hebbende". Later werd de leeftijd opgetrokken naar 35 jaar. De schilderstukken moesten ongesigneerd worden ingeleverd en werden anoniem beoordeeld. Er werd door de jury een eerste prijs toegekend, een premie en soms een accessit (eervolle vermelding).
Het niveau van de inzendingen schommelde nogal eens. In 1891 werd besloten een lastiger thema voor de prijsvraag te kiezen, om schilders die onvoldoende waren geschoold af te schrikken. Het jaar erop besloot de jury geen eerste prijs uit te reiken, omdat er sprake was van "onvoldoende kunstwaarde".
Enkele van deze gekozen thema's waren: expressiekop (1891), een feit uit de vaderlandse geschiedenis (1892), het leven van Willem de Zwijger (1932) en de zomer (1935).

### Geen toekenning
In 1893 werd een wedstrijd uitgeschreven voor een muurschildering in het Arti-gebouw. Er waren zeven inzendingen, die zo tegenvielen dat er geen prijs werd toegekend. In 1894 werd door het bestuur besloten het geld uit het Fonds Willink van Collen te besteden aan de aanschaf van het schilderij In de sneeuw van George Hendrik Breitner, een reis van drie studenten van de Rijksakademie van beeldende kunsten naar de National Gallery in Londen tijdens de paasvakantie en aan een tegemoetkoming voor een in Londen wonende schilder.
Het besluit om het geld anders te besteden dan voorheen gebeurde stuitte tegen de borst van kunstenaars. Negenentwintig schilders, waaronder Hendrik Willem Mesdag, Jacob en Willem Maris, Paul Gabriël en Louis Apol, stuurden een gezamenlijke brief hierover in. In 1896 werd door het bestuur een nieuwe wedstrijd uitgeschreven.

## Winnaars

### Winnaars 1880-1893
| Jaar | Thema | Eerste plaats                                      | Premie                                                                                              | Accessit                                                                        |
| ---- | --- | -------------------------------------------------- | --------------------------------------------------------------------------------------------------- | ------------------------------------------------------------------------------- |
| 1880 | genrevoorstelling uit het Nederlandse familie- en volksleven van de tegenwoordige tijd                                      | Nicolaas van der Waay Onder vrienden               | Ernst Witkamp Troost                                                                                | ? Ik wil vooruit                                                                |
| 1881 | episode uit het leven van een onze beroemde mannen uit de 16e of 17e eeuw                                                   |                                                    | |                                                                                 |
| 1882 | voorstelling uit het dagelijks leven van onze tijd, niet binnenshuis, maar bij de weg, in stad of dorp, of in het open veld | Ernst Witkamp Laster                               | Hendrik Haverman Zomer                                                                              |                                                                                 |
| 1883 | (onbekend) | Jan Hillebrand Wijsmuller Avond na zonsondergang   | Willem Bastiaan Tholen Achter de hoeve                                                              | Jan van Essen Een middag bij Eemnes                                             |
| 1884 | genrevoorstelling uit het Nederlandse familie- en volksleven van de tegenwoordige tijd                                      | Wally Moes Spelende kinderen                       | Carel Dake Vreemde vogels                                                                           |                                                                                 |
| 1885 | voorstelling uit het dagelijks leven van onze tijd, niet binnenshuis, maar bij de weg, in stad of dorp, of in het open veld | Jan Hoynck van Papendrecht Arrestant               | Willem Witsen Halt in het bosch: houtdieven                                                         |                                                                                 |
| 1886 | Dierstuk | Jan Voerman Vee in de weide                        | Marius Bauer In afwachting                                                                          |                                                                                 |
| 1887 | voorstelling uit het dagelijks leven van de tegenwoordige tijd                                                              | Henry Luyten Vóór de werkstaking                   | Gerard Muller Een welkom bezoek                                                                     |                                                                                 |
| 1888 | stadsgezicht | Willem Bastiaan Tholen                             | Hobbe Smith Gezicht op den Montelbaanstoren                                                         | Gerard Muller, Bernard Koldewey, Johan Thorn Prikker                            |
| 1889 | figuurschilderij | Johannes Akkeringa Een wandeling in het duin       | R. Ives Browne Badende jongens                                                                      | Hendrik Maarten Krabbé De stenenklopper                                         |
| 1890 | een landschap gestoffeerd, stoffage naar verkiezing                                                                         | Johannes Graadt van Roggen Boschgezicht bij winter | Edzard Koning Herfst                                                                                | Rudolf Haak, Cornelis Kuypers, Floris Arntzenius, Paul Bodifée, Willem de Zwart |
| 1891 | expressiekop (levensgroot)                                                                                                  |                                                    | |                                                                                 |
| 1892 | een feit uit de vaderlandse geschiedenis                                                                                    | niet toegekend                                     | Bernard de Hoog Johan de Witt aan Buat de teruggaaf weigerende van de brieven van Silvius aan dezen | Piet Dupont                                                                     |
| 1893 | vlakke muurschildering (voor het Arti-gebouw)                                                                               | niet toegekend                                     | |                                                                                 |

### Winnaars vanaf 1896
- 1896 - Marius Bauer
- 1897 - Minca Bosch Reitz, Theo Molkenboer, Johan Vlaanderen
- 1898 - Gerrit Haverkamp
- 1900 - Coba Ritsema
- 1903 - Jan Kleintjes
- 1904 - Hendrik Jan Wolter, Henk de Court Onderwater, Huib Luns
- 1905 - Cornelis Vreedenburgh
- 1906 - Barend Polvliet, Lizzy Ansingh
- 1907 - Piet Egmond, August Falise
- 1909 - Johann Georg van Caspel, Chris van der Hoef, Georg Rueter, David Schulman
- 1910 - Elsa van Doesburgh, Maria van Hove, Bernard van Beek en Ed Gerdes
- 1911 - Jacob Ritsema
- 1913 - Gerard Johan Staller
- 1914 - Salomon Garf
- 1917 - Nico Cevat, Riviergezicht
- 1925 - Johan Dijkstra, Aart Glansdorp, J. Franken
- 1939 - Theo Kurpershoek
- 1942 - Jan Goedhart, Portret van Johanna Schoemaker
- 1950 - Henk Willemse
- 1951 - Joop van den Broek (glazenier)
- 1954 - Jan Groenestein
- 1958 - Leen Droppert